# Gauliga Köln-Aachen
La Gauliga Köln-Aachen fue la liga de fútbol más importante de la región de Köln-Aachen de la Provincia del Rin y la región belga de Eupen-Malmedy durante el periodo de la Alemania Nazi de 1941 a 1945.

## Historia
La liga fue creada en 1941 luego de que la Gauliga Mittelrhein se dividiera en dos Gauligas separada a causa de la Segunda Guerra Mundial y la expansión del régimen nazi por Europa.
La primera temporada de la liga contó con la participación de nueve equipos, los cuales se enfrentaban todos contra todos a visita recíproca, en donde el campeón de liga clasificaba a la fase nacional de la Gauliga, mientras que el último lugar descendía de categoría.
En la temporada 1942/43 la liga se expandió a diez equipos, descendiendo los últimos dos de la tabla y mantuvo el formato hasta 1944.
Con la caída de la Alemania Nazi en 1945 la Gauliga deja de existir y la región norte de Alemania pasa a control de Reino Unido, mientras que la parte sur para a dominio francés y los territorios anexados de Bélgica y Luxemburgo fueron tomados por Alemania en 1945 otra vez.
En 1945 nace la Oberliga Sud como la primera división de la zona y la Oberliga West nace en el territorio controlado por Reino Unido en el nuevo estado de Renania del Norte-Westfalia.

## Equipos Fundadores
Estos fueron los nueve equipos que disputaron la temporada inaugural de la liga en 1941/42:
| - Mülheimer SV 06 - VfR 04 Köln - SpVgg Sülz 07 | - Bonner FV - Rhenania Würselen - VfL 99 Köln | - SSV Troisdorf - SG Düren 99 - SV Victoria 11 Köln |

## Lista de Campeones
| Temporada | Campeón                       | Finalista   |
| --------- | ----------------------------- | ----------- |
| 1941-42   | VfL Köln 99                   | VfR 04 Köln |
| 1942-43   | SV Victoria 11 Köln           | VfR 04 Köln |
| 1943-44   | KSG VfL 99 Köln/SpVgg Sülz 07 | SG Düren 99 |

## Posiciones Finales 1941-44
| Club                            | 1942 | 1943 | 1944 |
| ------------------------------- | ---- | ---- | ---- |
| Mülheimer SV 06 3               | 3    | 4    |      |
| VfR 04 Köln 3                   | 2    | 2    |      |
| SpVgg Sülz 07 3                 | 7    | 9    |      |
| Bonner FV 3                     | 9    | 5    |      |
| Rhenania Würselen               | 8    |      |      |
| Alemannia Aachen 4              |      | 6    | 4    |
| VfL 99 Köln 1 3                 | 1    | 3    |      |
| SSV Troisdorf                   | 6    |      |      |
| SG Düren 99                     | 4    | 8    | 2    |
| SV Victoria 11 Köln             | 5    | 1    | 5    |
| SSV Vingst 05                   |      | 7    | 9    |
| LSV Bonn                        |      | 10   | 10   |
| KSG VfL 99 Köln/SpVgg Sülz 07 3 |      |      | 1    |
| KSG VfR/Mülheimer SV 3          |      |      | 3    |
| Kohlscheider BC                 |      |      | 6    |
| SV Bayenthal                    |      |      | 7    |
| KSG Bonn 3                      |      |      | 8    |

- 3 Las siguientes Uniones Deportivas de Guerra (en alemán: KSG) fueron formadas en 1943:
  - VfL 99 Köln y SpVgg Sülz 07 formaron al KSG VfL 99 Köln/SpVgg Sülz 07.
  - VfR Köln y SV Mülheim formaron al KSG VfR/Mülheimer SV.
  - Bonner FV y TuRa Bonn formaron al KSG Bonn.